# Cañón Blakely
El cañón Blakely fue diseñado por el capitán del ejército británico Theophilus Alexander Blakely. Fue el primero en la fabricación de cañones zunchados y actualmente es reconocido por su importancia en la evolución del cañón. Demostró en pruebas en 1855 la ventaja de la construcción de cañones zunchados. Blakely no tuvo una factoría propia, por lo que sus cañones fueron construidos en tres factorías británicas: Fawcet, Preston & Co, Low Moor Iron Co y la Blakely Ordnance Co of London.
El capitán Blakely declaró en 1863 que había construido 400 cañones para diversos países, entre los que estaban Perú, Estados Unidos y los confederados de la Guerra de Secesión.

## Diseño de los cañones
Blakely fue el primero que construyó cañones formados de tubos concéntricos con diversos grados de elasticidad, teniendo el tubo interior mayor elasticidad por tener que soportar mayor esfuerzo. Los zunchos o anillos, se colocaban en el tubo ligeramente cónico al rojo vivo, de tal manera que cuando se enfriaban, se contraían y lo comprimían, dejando al cañón en tensión inicial. Esto le permitió construir cañones, muy resistentes, de gran calibre y de poco peso. 
Si bien su forma de construcción se adoptó a varios materiales, los más conocidos son: hierro fundido con zunchos de hierro o acero forjado y acero fundido con zunchos de hierro forjado o acero forjado. 
Sus cañones eran de avancarga, pero en 1860 patentó un sistema de retrocarga que consistía en un tornillo cónico en la culata, pero no tuvo mucho éxito. Todos los cañones fueron rayados.

## Disputa con Armstrong
Blakely patentó su sistema de fabricación de cañones en 1855 y en 1857, le dio un permiso a Sir William G. Armstrong para que fabricase cañones con su patente en Woolwich, donde Armstrong era superintendente, y que juzgase su adopción o no, teniendo que pagarle regalías si el gobierno adoptaba su patente. En 1859, Blakely pudo comprobar que los cañones de Armstrong estaban siendo construidos bajo el sistema Blakely, del que Armstrong se había apropiado ilegalmente. 
Arsmtrong dijo que sus sistema de fabricar cañones era diferente, porque utilizaba zunchos de hierro forjado y no de acero como Blakely, aunque años después Arsmtrong tuvo que adoptar los zunchos de acero para dar mayor resistencia a los cañones. Debido a la influencia de William Armstrong en el gobierno, Blakely nunca logró obtener el reconocimiento en Reino Unido mientras vivió. Por esta razón, sus cañones no fueron vendidos al gobierno británico.
Blakely falleció en el Callao en 1868, lo que no le permitió reclamar su patente, aunque su viuda lo intentó después de que el Reino Unido empezara la construcción de cañones con zunchos de acero.
Después de la muerte de Blakely, varios fabricantes como Armstrong, Krupp, Parrott, Vavasseur, y Whitworth entre otros, copiaron su sistema.

## Calibres
Los cañones de Blakely definían su calibre por el peso del proyectil. Los principales fueron:
- 900 libras. También llamado de 700 libras, que era el peso de su proyectil, siendo el cañón Blakely más grande que fue construido. Fue fabricado por George Forrester & Co en la fundición de Vauxhall, Liverpool y estrenado en Charleston durante la guerra de Secesión. Era de tubos interiores zunchados con hierro fundido, con un zuncho exterior de acero sobre la recámara de la pólvora. Tenía un recámara de aire de bronce de diámetro de 6,5 pulgadas. Sus características eran: longitud total del cañón, 16 pies 2 pulgadas; peso del cañón, 27 toneladas; diámetro del ánima, 12,75 pulgadas; carga de servicio, 50 libras y peso del proyectil, 700 libras.

- 500 libras. Sus características eran: longitud total del cañón, 16 pies 2 pulgadas; peso del cañón, 14 toneladas; diámetro del ánima, 11 pulgadas; carga de servicio, 50 libras y peso del proyectil, 500 libras con 10 libras de pólvora de carga explosiva. Había otros cañones de calibre de 11 pulgadas, cuyo peso de proyectil iban desde 375 hasta 550 libras.

- 12 libras. De este tipo de cañón, hay varias versiones, que varían entre sí por el material empleado en su construcción, así como sus dimensiones, dependiendo del fabricante, pero fue uno de los más utilizados por los ejércitos.

## Otros cañones Blakely
T. A. Blakely otorgó su patente de fabricación de cañones a diversas factorías, que adoptaron su nombre a los cañones Blakely. Los principales son:

### Cañón español
El gobierno de España construyó cañones de hierro fundido zunchados con acero. El más utilizado fue el de calibre de 16 cm, cuyas características eran: calibre de 161,1 mm; longitud de ánima, 2.688 mm; peso del ánima, 2.86 kg y rayado de 3 estrías.

### Cañón francés
El gobierno de Francia acordó con Blakely utilizar su patente en 1860 y desarrolló el famoso rayé de a trente de la marina francesa, así como muchas piezas navales, de costa y del ejército. 
El rayado no estaba incluido en la patente Blakely así que los franceses utilizaban el sistema de sus cañones de campaña. Este sistema creado por el coronel Treuille de Beaulieu, que fue rechazado hasta en dos oportunidades por el Comité de Artillería de Francia, fue finalmente adoptado con el nombre La Hitte por el apellido del general que presidía el comité. Este rayado era del sistema de centrado: rectángulo inclinado, ancho, profundo y con 6 rayas para ser usado con proyectiles con tetones de zinc en dos filas.

### Cañón Preston
Era la pieza de 12 libras fabricada por la Fawcet, Preston & Co.

### Cañón Vavasseur
Josiah Vavasseur tenía una factoría en donde fabricó varios cañones Blakely, desde la pieza pesada de 11 pulgadas y 400 libras hasta las piezas ligeras de 55 mm.
La pieza más conocida era la de 250 libras, también llamado de 300 libras, cuyas características eran: calibre de 9 pulgadas; peso del ánima, 8 toneladas 2 quintales de peso, rayado de 18 estrías y carga de servicio de 30 libras. Sus proyectiles pesaban: granada de casquete, 215 libras; granada común, 158 libras; bala sólida cílindrica, 229 libras y bala sólida cónica de 232 libras.

### Cañón Voruz
En la fundición de Voruz en Nantes, se fabricaron 56 cañones similares al rayé de a trente de la marina imperial que serían montados en los 4 cruceros clase Louisiana mandados a construir por los confederados durante la guerra de Secesión. Los buques nunca llegaron a los confederados, fueron vendidos dos a Prusia y dos a Perú, llegando los cañones a estos países. Estos cañones eran de hierro fundido con zunchos de acero y la culata redondeada. Tenían las siguientes características: peso del cañón,  75 quintales; diámetro del ánima, 6 3/8 pulgadas y peso del proyectil, 70 libras.